# 奧波奇卡
56°43′N 28°39′E / 56.717°N 28.650°E
奧波奇卡 （俄语：Опо́чка）是俄羅斯普斯科夫州西南部的一個城市，位於韋利卡亞河畔。2021年人口9,928人。
1414年建立，1777年建市。